# Сентер-Сити (город, Миннесота)
Сентер-Сити (англ. Center City) — город в округе Шисаго, штат Миннесота, США. На площади 1,2 км² (1,2 км² — суша, водоёмов нет), согласно переписи 2002 года, проживают 582 человека. Плотность населения составляет 479,1 чел./км².
- Телефонный код города — 651
- Почтовый индекс — 55002, 55012
- FIPS-код города — 27-10576[1]
- GNIS-идентификатор — 0641045[2]